# O Tronco do Ipê (1982)
O Tronco do Ipê foi uma telenovela brasileira exibida com sucesso pela TV Cultura entre 26 de abril a 21 de maio de 1982 às 19h30 substituindo Casa de Pensão e sendo substituída por Seu Quequé em 20 capítulos. Escrita por Edmara Barbosa, foi adaptada da obra homônima de José de Alencar.

## Elenco
| Elenco                   | Personagem |
| ------------------------ | ---------- |
| Fúlvio Stefanini         | Barão      |
| Maria Isabel de Lizandra | Baronesa   |
| Orlando Barros           | Mário      |
| Silvana Teixeira         | Alice      |
| João Acaiabe             | Benedito   |
| Maria Fernanda           | Alina      |
| Maria Luíza Castelli     | Francisca  |
| Zaira Bueno              | Adélia     |
| Áurea Campos             | Chica      |
| Sebastião Campos         | Domingos   |
| José Araújo              | Pedro      |

## Resumo
Tendo como cenário a Fazenda Nossa Senhora do Boqueirão, na zona da mata fluminense, um velho tronco de ipê, outrora frondoso, representa a decadência do local. Mário, o protagonista, descobre que o pai de sua amada Alice foi, na verdade, o assassino do seu próprio pai. Desesperado por não poder mais se casar com seu grande amor, Mário tenta o suicídio. Porém o negro Benedito, espécie de feiticeiro que mora numa cabana aos arredores da fazenda, guarda o segredo de família: Joaquim não matara o pai de Mário. Joaquim fora tragado pelas águas do Boqueirão e agora jazia enterrado junto ao tronco do ipê. Mário reconcilia-se com a vida e, no final, casa-se com Alice.